# Dino Coltro
Dino Santo Coltro (Albaredo d'Adige, 2 novembre 1929 – Verona, 4 luglio 2009) è stato uno scrittore e poeta italiano. Nato a Strà di Coriano (Albaredo d'Adige) da una famiglia di contadini di una corte rurale, ma cresciuto a Pilastro di Bonavigo, è riuscito con molti sacrifici a diventare maestro elementare, e dal 1970 al 1990 è stato direttore didattico a San Giovanni Lupatoto. Parallelamente all'insegnamento è stato molto attivo in attività sociali attraverso le ACLI, dalla promozione di cooperative agricole ad iniziative nel campo dell'educazione.
Ha dedicato gran parte della sua vita allo studio delle antiche tradizioni popolari veronesi e venete, pubblicando una trentina di libri e dando vita al Lunario Veneto, tuttora pubblicato annualmente da Cierre Edizioni.
Per il suo lavoro ha ottenuto vari riconoscimenti tra cui il Premio Sirmione Catullo, la Medaglia d'Oro del Presidente della Repubblica ai benemeriti della scuola, della cultura e dell'arte e la laurea honoris causa in Scienze della Formazione, ricevuta nel 2005 dall'Università di Verona.

## Opere
- I lèori del socialismo (1973)
- Sloti de tera (1977)
- Leggende e racconti popolari del Veneto (1982)
- Paese perduto (1982)
- Un proverbio al giorno (1985)
- Fole lilole (1987)
- Cante e cantàri (1988)
- Stagioni contadine (1988)
- L'Adige (1989)
- Piero Bailon che con on giro de baile girava on campo (1989)
- La nostra polenta quotidiana (1990)
- Il temporario (1993)
- Santi e contadini (1994)
- Parole perdute (1995)
- Il parlar adesante (1996)
- Memoria del tempo contadino (1997)
- L'altra cultura (1998)
- L'altra lingua (2001)
- La cucina tradizionale veneta (2002)
- Dio non paga al sabato (2004)
- Rivalunga (2004)
- Quatro ciacole con Barbarani (2006)
- Gnomi, anguane e basilischi (2006)
- La terra e l'uomo (2006)